# Cercidiphyllaceae
Cercidiphyllaceae је фамилија дрвенастих биљака из реда Saxifragales. Обухвата само један савремени род (Cercidiphyllum), са две врсте. Ареал њиховог распрострањења обухвата источну Азију (Кина и Јапан).